# WRC 2 Pro
El WRC 2 Pro, acrónimo del inglés World Rally Championship 2 Pro, fue un campeonato de rally que se disputó en 2019 complementario al Campeonato Mundial de Rally (WRC) al igual que el Campeonato Junior (JWRC) y el WRC 2. Destinado exclusivamente a los equipos oficiales que compiten con vehículos de la categoría R5 y de esta manera dejar el campeonato WRC 2 únicamente a pilotos privados.
Tras solo una temporada, la FIA canceló este certamen de cara a la temporada 2020.

## Palmarés
| Año  | Piloto          | Automóvil      |
| ---- | --------------- | -------------- |
| 2019 | Kalle Rovanperä | Škoda Fabia R5 |